# سده ۲۴ (میلادی)
سده ۲۴ میلادی بیست و چهارمین سده پس از میلاد در گاه‌شماری میلادی است که از ۱ ژانویه ۲۳۰۱ شروع شده و در ۳۱ دسامبر ۲۴۰۰ پایان می‌یابد.

## رخدادهای نجومی
- ۱۱ سپتامبر ۲۳۰۷: در ساعت ۲۲:۵۰ به وقت هماهنگ جهانی سیارهٔ ناهید، اورانوس را می‌پوشاند.
- ۲۳۱۳: مقارنه سه‌گانه بین بهرام و برجیس با ماه رخ می‌دهد.
- ۲۳۱۹: مقارنه سه‌گانه بین بهرام و کیوان با ماه رخ می‌دهد.
- ۴ ژوئن ۲۳۲۷: در ساعت ۰۰:۵۰ یوتی‌سی، سیارهٔ ناهید، بهرام را می‌پوشاند.
- ۸ اکتبر ۲۳۳۵: در ساعت ۱۴:۵۱ به وقت هماهنگ جهانی، سیارهٔ ناهید، برجیس را می‌پوشاند.
- ۷ آوریل ۲۳۵۱: در ساعت ۱۷:۲۲ به وقت هماهنگ جهانی، سیارهٔ تیر، اورانوس را می‌پوشاند.
- ۱۳ دسامبر ۲۳۶۰: گذر ناهید از مقابل خورشید
- ۲۳۶۵: ستارهٔ دنباله‌دار هالی به نقطهٔ حضیض می‌رسد.
- ۱۰ دسامبر ۲۳۶۸: گذر دیگری از ناهید در مقابل خورشید
- ۲۳۸۸: بهرام و کیوان مقارنه دیگری با ماه خواهند داشت.
- ۱۱ مه ۲۳۹۱: گذر تیر از مقابل خورشید
- ۱۷ نوامبر ۲۴۰۰: ناهید ستارهٔ سَدویس را می‌پوشاند.

آخرین باری که سدویس توسط ناهید پوشیده شد، سال ۵۲۰ پیش از میلاد بود.

### فهرست گرفت‌های کلی خورشید
- ۹ ژوئن ۲۳۰۹: خورشید گرفتگی کلی به مدت ۶ دقیقه و ۳۰ ثانیه
- ۲۰ ژوئن ۲۳۲۷: خورشید گرفتگی کلی به مدت ۶ دقیقه و ۲۱ ثانیه
- ۳۰ ژوئن ۲۳۴۵: خورشید گرفتگی کلی به مدت ۶ دقیقه و ۷ ثانیه
- ۱۲ جولای ۲۳۶۳: خورشید گرفتگی کلی به مدت ۵ دقیقه و ۵۱ ثانیه
- ۲۲ جولای ۲۳۸۱: خورشید گرفتگی کلی به مدت ۵ دقیقه و ۳۳ ثانیه
- ۲ اوت ۲۳۹۹: خورشید گرفتگی کلی به مدت ۵ دقیقه و ۱۴ ثانیه